# ე
En (ენ), este a cincea literă a alfabetului georgian.

## Transliterație
| Literă | Nume | Național | ISO 9984 | Laz | IPA |
| ------ | ---- | -------- | -------- | --- | --- |
| ე      | en   | E e      | E e      | E e | /ɛ/ |

## Forme
| asomtavruli | nuskhuri | mkhedruli |
| ----------- | -------- | --------- |
|             |          |           |

## Reprezentare în Unicode
- Asomtavruli Ⴄ : U+10A4
- Mkhedruli și Nuskhuri ე : U+10D4